# Америчко-совјетски односи
Односи Совјетског Савеза и Сједињених Држава су у потпуности успостављени 1933. године као наставак билатералних веза између Руског царства и Сједињених Америчких Држава, које су трајале од 1776. до 1917. године; биле су и претходница садашњих билатералних веза између Руске Федерације и САД које су започеле 1992. године након завршетка Хладног рата. Однос између Совјетског Савеза и Сједињених Држава у великој мери је био дефинисан неповерењем и напетим непријатељством. Инвазија на Совјетски Савез од стране Немачке, као и напад на америчку Пацифичку флоту у Перл Харбору од стране Империјалног Јапана обележили су совјетски и амерички улазак у Други светски рат на страни савезника у јуну и децембру 1941. године. Како је совјетско-амерички савез против Осовине дошао до краја након савезничке победе 1945. године, први знаци послератног неповерења и непријатељства почели су одмах да се појављују, пошто је Совјетски Савез војно окупирао земље источне Европе и претворио их у сателитске државе, формирајући Совјетски блок. Ове билатералне тензије су ескалирале у Хладни рат, вишедеценијски период напетих непријатељских односа са кратким фазама детанта који је окончан након распада Совјетског Савеза и настанка данашње Руске Федерације крајем 1991.
| Уобичајен назив                          | Совјетски Савез | Сједињене Државе |
| Званични назив                           | Савез Совјетских Социјалистичких Република | Сједињене Америчке Државе |
| ---------------------------------------- | --- | --- |
| Амблем/Печат                             | | |
| Застава                                  | Совјетски Савез | Сједињене Америчке Државе |
| Површина                                 | 22.402.200 km2 (8.649.500 sq mi) | 9.526.468 km2 (3.678.190 sq mi) |
| Становништво                             | 286,730,819 (1989) | 248,709,873 (1990) |
| Густина насељености                      | 13.0/km2 | 34/km2 |
| Престоница                               | Москва, РСФСР | Вашингтон |
| Највећи градови                          | Лењинград, Russian SFSR (8,024,000 становника, 1989. г.) Кијев, Украјинска Совјетска Социјалистичка Република (5,587,945, 1989. г.) Ташкент, Узбечка Совјетска Социјалистичка Република (2,538,952, 1989. г.) Рига, Летонска Совјетска Социјалистичка Република(2,072,459, 1989. г.) Баку, Азербејџанска Совјетска Социјалистичка Република (1,795,000, 1989. г.) | Њујоркy (7,322,564, 1990 г.) Los Angeles (3,485,499, 1990. г.) Чикаго (2,783,600, 1990. г.) Хјустон (1,697,873, 1990. г.) Филаделфија (1,585,577, 1990. г.)                      |
| Власт                                    | савезна једнопартијска марксистичко-лењинистичка социјалистичка република | федерална уставна председничка република |
| Политичке партије                        | Комунистичка партија Совјетског Савеза | Републиканска странка и Демократска странка |
| Први политички лидер и период на власти  | Владимир Лењин (1917–1924) | Џорџ Вашингтон (1789–1797) |
| Последњи лидер (1991) и период на власти | Михаил Горбачов (1985–1991) | Џорџ Х. В. Буш (1989–1993) |
| Установљење                              | 7. новембар 1917. (Октобарска револуција у Петрограду, Русија) 30. децембар 1922. (споразум о оснивањy) 31. октобар 1924. (усвојен устав) | 4. јул 1776. (Декларација о независности САД) 3. септембар 1783. (Независност призната) 21. јун 1788. (усвојен устав)                                                            |
| Званични или најчешће коришћени језик    | Руски | Енглески |
| Валута                                   | Совјетска рубља (руб) | Амерички долар($) |
| БДП (номинално)                          | $2.659 трилиона (~$9,896 per capita) | $5.79 трилиона (~$24,000 per capita) |
| Обавештајне службе                       | Комитет државне безбедности СССР (KGB) Main Intelligence Directorate (GRU) Спољна обавештајна служба (SVR) | Централна обавештајна агенција (ЦИА) Федерални истражни биро (FBI) Национална обавештајна агенција (NSA)                                                                         |
| Војни трошкови                           | $217.579 милијарди (1990) | $624.852 милијарди (1990) |
| Авијација                                | Совјетско ратно ваздухопловство (1990): - 435 бомбардера - 5,665 ловачких авиона и ловачко-бомбардерских авиона - 1,015 извиђача - 84 авио танкера - 620 транспортна ваздухоплова | Америчко ратно ваздухопловство (1990): - 327 бомбардера - 4,155 ловачких авиона и ловачко-бомбардерских авиона - 533 извиђача - 618 авио танкера - 1295 транспортна ваздухоплова |
| Нуклеарно оружје (укупно)                | 32,980 (1990) | 21,392 (1990) |
| Економија                                | Комунизам (конкретно Марксизам-лењинизам), планска економија | Капитализам, мешовита економија |
| Економски савез                          | Савет за узајамну економску помоћ | Организација за економску сарадњу и развој (ОЕЦД) |
| Војни савез                              | Варшавски пакт (ВП) | Организација Сјеверноатлантског споразума (НАТО) |

## Историја

### Односи пред Други светски рат (1917–1939)

#### Привремена влада
Након Фебруарске револуције и абдикације цара Николаја II, Вашингтон је још увек био у великој мери неупућен о основне проблеме у новој руској привременој влади и веровао је да ће Русија брзо еволуирати у стабилну демократију ентузијастичну да се придружи западној коалицији у рату против Немачке. Успостављањем Привремене владе, амбасадор Сједињених Држава у Петрограду Дејвид Р. Френсис је одмах затражио од Вашингтона овлашћења да призна нову владу тврдећи да је револуција „практична реализација тог принципа владавине који смо заступали и заговарали. Мислим на владу уз сагласност оних који владају. Наше признање ће имати задивљујући морални ефекат, посебно ако први извршимо признање." Одобрење је дато 22. марта 1917. чиме су САД постала прва страна влада која је формално признала нову владу. Недељу и по касније, када се председник Вудро Вилсон обратио Конгресу да затражи објаву рата Немачкој, Вилсон је приметио: „Зар сваки Американац не осећа да је сигурност додата нашој нади у будући мир у свету дивним и охрабрујућим стварима који се дешавају у последњих неколико недеља у Русији? Русију су познавали они који су најбоље знали да је увек била демократска у души… Ево правог партнера за Лигу части.“
Надајући се да ће нова парламентарна демократија да појача руско учешће у рату, председник Вилсон је предузео значајне кораке да изгради однос са Привременом владом. Дан након његовог захтева за објавом рата Немачкој, Вилсон је почео да нуди америчке владине кредите новој руској влади у укупном износу од 325 милиона долара - од чега је отприлике половина заправо искоришћена. Вилсон је такође послао делегацију Рут Мишн у Петроград да преговара о средствима помоћу којих би САД могле да подстакну даљу посвећеност Русије рату. Као резултат лоше изабраних делегата, незаинтересованости тих делегата и значајне непажње на улогу и утицај Петроградског Совјета (чији су се неки чланови противили континуираним руским ратним напорима), мисија је донела мало користи било којој страни. Упркос задовољавајућим извештајима који су се враћали из Петрограда, чији је утисак о стању нације долазио директно од Привремене владе, амерички конзуларни и војни званичници у ближем контакту са становништвом и војском повремено су упозоравали Вашингтон да буде скептичнији у својим претпоставкама о новој влади. Без обзира на то, америчка влада и јавност били су затечени и збуњени падом Привремене владе у Октобарској револуцији.

#### Совјетска Русија
Након бољшевичког преузимања Русије у Октобарској револуцији, Владимир Лењин је повукао Русију из Првог светског рата, дозвољавајући Немачкој да прераспореди трупе како би се суочила са савезничким снагама на Западном фронту. Ово је довело до тога да савезничке силе сматрају нову руску владу издајничком због кршења услова Тројне Антанте односно сепаратног мира. Истовремено, председник Вилсон је постајао све више свестан кршења људских права које је наставила нова Руска Совјетска Федеративна Социјалистичка Република и супротставио се милитантном атеизму новог режима и залагању за командну економију . Такође је био забринут да ће се марксизам-лењинизам проширити на остатак западног света, и намеравао је да кроз своје карактеристичне четрнаест тачака делимично обезбеди либералну демократију као алтернативну светској идеологији комунизма.
Међутим, председник Вилсон је такође веровао да ће нова земља на крају прећи на економију слободног тржишта након завршетка хаоса у руском грађанском рату, и да би интервенција против Совјетске Русије само окренула земљу против Сједињених Држава. Он је такође заговарао политику немешања у рат у Четрнаест тачака, иако је тврдио да пољска територија бившег Руског царства треба да буде уступљена новој независној Другој Пољској Републици. Поред тога, многи Вилсонови политички противници у САД, укључујући председника Сенатског одбора за спољне послове Хенрија Кабота Лоџа, веровали су да треба успоставити независну Украјину. Упркос томе, САД су, као резултат страха од јапанске експанзије на територију под руском контролом, и њихове подршке Чешкој легији коју су повезивали савезници, послале мали број трупа у северну Русију и Сибир. САД су такође пружале индиректну помоћ Белој армији кроз храну и залихе.
На Париској мировној конференцији 1919. председник Вилсон и британски премијер Дејвид Лојд Џорџ, упркос приговорима француског председника Жоржа Клемансоа и италијанског министра спољних послова Сиднеја Сонина, изнели су идеју да се сазове самит на Принкипу између бољшевика и белог покрета како би формирали заједничку руску делегацију на Конференцији. Совјетски Комесаријат за спољне послове, под вођством Лава Троцког и Георгија Чичерина, примио је британске и америчке изасланике с поштовањем, али није имао намеру да пристане на споразум због њиховог уверења да је Конференција састављена од старог капиталистичког поретка који ће бити збрисан. далеко у светској револуцији. До 1921. године, након што су бољшевици преузели превагу у руском грађанском рату, убили царску породицу Романов, организовали насилни црвени терор против „народних непријатеља“ (што је укључивало свакога ко је био против совјетског тоталитаризма, са левог или десног политичког спетра), одбацио царски дуг и позвао на светску револуцију, већи део света га је сматрао отпадничким режимом. Инвазија руске СФСР на Пољску била је неуспешна, што је довело до тога да су бољшевици схватили да њихове идеје нису популарне ван Русије. Осим грађанског рата у Русији, односе су такође пратили захтеви америчких компанија за компензацију за национализоване индустрије у које су инвестирали.

#### Америчка помоћ и руска глад 1921.
Под влашћу Херберта Хувера, веома велика помоћ у храни је дистрибуирана Европи након рата преко Америчке администрације за помоћ. Године 1921, да би ублажио разорну глад у руској СФСР коју је изазвала политика ратног комунизма совјетске владе, директор АРА у Европи, Волтер Лајман Браун, започео је преговоре са руским народним комесаром за спољне послове Максимом Литвиновим у Риги, Летонија (у то време још није припојена СССР-у). Споразум је постигнут 21. августа 1921, а додатни споразум о спровођењу потписали су Браун и народни комесар за спољну трговину Леонид Красин 30. децембра 1921. године. Амерички Конгрес је одвојио 20.000.000 долара за помоћ у складу са Законом о помоћи гладнима у Русији од краја 1921. Хувер је изразито мрзео бољшевизам и сматрао је да ће америчка помоћ показати супериорност западног капитализма и тиме помоћи у обуздавању ширења комунизма.
На свом врхунцу, АРА је запошљавала 300 Американаца, више од 120.000 Руса и хранила 10,5 милиона људи дневно. Њене руске операције предводио је пуковник. Вилијам Н. Хаскел. Медицинско одељење АРА функционисало је од новембра 1921. до јуна 1923. и помогло је у превазилажењу епидемије тифуса која је тада пустошила Русију. Операције АРА за ублажавање глади текле су паралелно са много мањим менонитским, јеврејским и квекерским операцијама помоћи гладнима у Русији.
Операције АРА у Русији обустављене су 15. јуна 1923. године, након што је откривено да је Русија под Лењином обновила извоз жита.

#### Рана трговина
Лидери америчке спољне политике остају убеђени да је Совјетски Савез, који је основала Совјетска Русија 1922. године, био непријатељска претња америчким вредностима. Републикански државни секретар Чарлс Еванс Хјуз одбијао је признање новоуспостављене државе, рекавши синдикалним лидерима да „они који контролишу Москву нису одустали од своје првобитне намере да униште постојеће владе где год то могу да ураде широм света“. Под председником Калвином Кулиџом, државни секретар Френк Б. Келог је упозорио да међународна агенција Кремља, Комунистичка интернационала (Коминтерна) агресивно планира субверзије против других нација, укључујући САД, да би „рушила постојећи поредак“. Херберт Хувер је 1919. године упозорио Вилсона да „не можемо чак ни издалека препознати ову убилачку тиранију без стимулисања радикалних потеза у свакој земљи у Европи и без кршења сваког нашег националног идеала“. Унутар америчког Стејт департмента, Одељењем за источноевропске послове до 1924. године доминирао је Роберт Ф. Кели, посвећени противник комунизма који је обучавао генерацију стручњака, укључујући Џорџа Кенана и Чарлса Болена.
У међувремену, Велика Британија је преузела вођство у поновном отварању односа са Москвом, посебно трговинских, иако су и даље сумњали у комунистичку субверзију, и били су љути због тога што Кремљ одбацује раније руске дугове. Изван Вашингтона, постојала је одређена америчка подршка за обновљене односе, посебно у погледу технологије. Хенри Форд, посвећен уверењу да је међународна трговина најбољи начин да се избегне рат, користио је Ford Motor Company да изгради индустрију камиона и уведе коришћење трактора у Русију. Архитекта Алберт Кан постао је консултант за сву индустријску изградњу у Совјетском Савезу 1930. Интересовање је показало неколико интелектуалаца са леве стране. После 1930. године, известан број интелектуалаца активиста постали су чланови Комунистичке партије САД сапутници, и прикупљали су подршку Совјетском Савезу. Амерички раднички покрет је био подељен, а Америчка федерација рада (АФЛ) била је антикомунистичко упориште, док су левичарски елементи касних 1930-их формирали ривалски Конгрес индустријских организација (ЦИО). ЦПУСА је играла главну улогу у ЦИО-у све док њени чланови нису уклоњени почевши од 1946. године, а америчка организована радничка снага постала је снажно антисовјетска.
Основана 1924. године, Amtorg Trading Corporation, са седиштем у Њујорку, била је главна организација која је управљала трговином између СССР-а и САД. До 1946. Амторг је организовао вишемилионску трговину. Амторг је покривао скоро сав извоз из СССР-а, углавном дрвну грађу, крзно, лан, кавијар, као и сав увоз сировина и машина за совјетску индустрију и пољопривреду. Такође је америчким компанијама давао информације о могућностима трговине у СССР-у и снабдевао совјетске индустрије техничким вестима и информацијама о америчким компанијама. Амторг је такође био умешан у совјетску шпијунажу против САД. Од 1942. године па надаље, придружила јој се и совјетска владина комисија за набавку у економским и шпијунским активностима.
Током Лењинове владавине, амерички бизнисмен Арманд Хамер основао је фабрику оловака у Совјетском Савезу, ангажујући немачке занатлије и отпремајући америчко жито у Совјетски Савез. Хамер је такође формирао руднике азбеста и набавио објекте за хватање крзна источно од Урала. Током Лењинове нове економске политике, која је проистекла из неуспеха ратног комунизма, Арманд Хамер је постао посредник за 38 међународних компанија у њиховим пословима са СССР-ом. Пре Лењинове смрти, Хамер је преговарао о увозу трактора Фордсон у СССР, који су имали главну улогу у пољопривредној механизацији у земљи. Касније, након што је Стаљин дошао на власт, преговарани су додатни послови са Хамером као америчко-совјетским преговарачем.
Историчар Харви Клер описује да се Арманд Хамер „састао са Лењином 1921. и, у замену за концесију за производњу оловака, пристао да пере совјетски новац у корист комунистичких партија у Европи и Америци“. Историчар Едвард Џеј Епштајн је приметио да је „Хамер добио изванредан третман од Москве на много начина. Совјетска влада му је дозволила да изнесе милионе долара вредне уметнине из царистичког периода, када се вратио у САД 1932. г.“ Према новинару Алану Фарнаму, „Током деценија Хамер је наставио да путује у Русију, дружећи се са њеним лидерима до те мере да су га и ЦИА и ФБИ сумњали да је потпуно посвећени агент“.
Године 1929, Хенри Форд је склопио споразум са Русима да пружи техничку помоћ током девет година у изградњи прве совјетске фабрике аутомобила, ГАЗ, у Горком (Стаљин је преименовао Нижњи Новгород по свом омиљеном писцу). Фабрика је производила камионе Форд Модел А и Модел АА. Додатни уговор за изградњу фабрике потписан је са The Austin Company 23. августа 1929. Уговор је укључивао куповину Фордових аутомобила и камиона у вредности од 30.000.000 долара за склапање током прве четири године рада фабрике, након чега би фабрика постепено прелазила на компоненте совјетске производње. Форд је послао своје инжењере и техничаре у Совјетски Савез да помогну у инсталирању опреме и обуци радне снаге, док је преко стотину совјетских инжењера и техничара било стационирано у Фордовим фабрикама у Детроиту и Дирборну „ради учења метода и праксе производње и монтажа у погонима Компаније“.

#### Признање 1933. године
До 1933. америчка пословна заједница, као и уредници новина, позивали су на дипломатско признање. Пословна заједница је била жељна велике трговине са Совјетским Савезом. Америчка влада се надала извесној отплати старих царских дугова, а обећање да неће подржавати субверзивне покрете унутар америчког председника Френклина Д. Рузвелта преузела је иницијативу, уз помоћ његовог блиског пријатеља и саветника Хенрија Моргентауа млађег и руског стручњака Вилијам Булит, заобилазећи Стејт департмент. Рузвелт је наручио истраживање јавног мњења, што је у то време значило да се пита 1100 уредника новина; 63 одсто је било за признање СССР-а, а 27 одсто је било против. Рузвелт се лично састао са католичким лидерима како би превазишао њихове примедбе које су произашле из прогона верских верника и систематског рушења цркава у СССР-у . Рузвелт је затим позвао министра спољних послова Максима Литвинова у Вашингтон на серију састанака на високом нивоу у новембру 1933. године. Он и Рузвелт су се сложили око питања верских слобода за Американце који раде у Совјетском Савезу. СССР је обећао да се неће мешати у унутрашња америчка питања, нешто што они неће поштовати, и да ће обезбедити да ниједна организација у СССР-у не ради на томе да повреди САД или силом збаци њихову владу, што је на сличан начин прекршено обећање. Обе стране су се сложиле да питање дуга одложе за каснији датум. Рузвелт је тада најавио споразум о обнављању нормалних односа. Било је мало притужби на овај потез.
Међутим, није било напретка по питању дуга и мало додатне трговине. Историчари Јустус Дру Денекее и Марк А. Столер примећују да су „обе нације убрзо разочаране споразумом“. Многи амерички бизнисмени су очекивали бонус у смислу трговине великих размера, али се то никада није десило у пракси, већ је то био једносмерни покрет који је за резултат имао да САД подстичу Совјетски Савез технологијом.
Рузвелт је именовао Вилијама Булита за амбасадора у СССР-у од 1933. до 1936. године. Булит је стигао у Москву са великим надама за унапређење совјетско-америчких односа, али се његов поглед на совјетско руководство покварио након детаљнијег узвиђања тоталитарне природе режима и терора који су спроводили. До краја свог мандата, Булит је био отворено непријатељски расположен према совјетској влади. Остао је отворени антикомуниста до краја живота.

### Други светски рат (1939–1945)
Пре него што су Немци одлучили да изврше инвазију на Совјетски Савез у јуну 1941, односи су остали затегнути, јер су се узбуркала совјетска инвазија на Финску, Споразум Рибентроп—Молотов, совјетска инвазија на балтичке државе и совјетска инвазија на Пољску, што је резултирало избацивањем Совјетског Савеза из Лига народа . Након инвазије 1941. године, Совјетски Савез је ушао у Уговор о узајамној помоћи са Уједињеним Краљевством и добио огромну помоћ од америчког Закона о зајму и најму, што је ублажило постојеће америчко-совјетске тензије и зблиђило бивше непријатеље у борби против Немачке и сила Осовине.
Иако је оперативна сарадња између САД и Совјетског Савеза била на мањем нивоу у поређењу са односима између других савезничких сила, САД су ипак обезбедиле Совјетском Савезу огромне количине оружја, бродова, авиона, возних средстава, стратешког материјала и хране преко Закона о зајму и најму. Американци и Совјети су били колико за рат са Немачком, тако и за ширење сопствене идеолошке сфере утицаја. Пре рата, будући председник Хари С. Труман је изјавио да му није важно да ли ће погинути немачки или руски војник све док било која страна губи.
If we see that Germany is winning we ought to help Russia, and if Russia is winning we ought to help Germany, and that way let them kill as many as possible although I don't want to see Hitler victorious under any circumstances.
Овај цитат без свог последњег дела касније је постао главни део совјетске, а касније и руске пропаганде као „доказ“ америчке завере за уништење ССР.
Америчко руско културно удружење (руски: Американо–русскаа культурнаа ассоциациа) организовано је у САД 1942. године да подстакне културне везе између Совјетског Савеза и САД, са Николасом Рерихом као почасним председником. Први годишњи извештај групе објављен је следеће године. Чини се да група није дуго трајала након смрти Николаја Рериха 1947.
Укупно, америчке испоруке преко закона о зајму и најму износиле су 11 милијарди долара у материјалима: преко 400.000 џипова и камиона; 12.000 оклопних возила (укључујући 7.000 тенкова, од којих су око 1.386 М3 Ли и 4.102 М4 Шерман); 11.400 авиона (од којих 4.719 Бел P-39 еракобра) и 1,75 милиона тона хране.
Отприлике 17,5 милиона тона војне опреме, возила, индустријских залиха и хране испоручено је са западне хемисфере у Совјетски Савез, а 94 процента долазило из САД. Поређења ради, укупно 22 милиона тона слетело је у Европу за снабдевање америчких снага од јануара 1942. до маја 1945. године. Процењено је да су америчке испоруке СССР-у само кроз Персијски коридор биле довољне, по стандардима америчке војске, да одрже шездесет борбених дивизија у линији.
Сједињене Америчке Државе испоручиле су Совјетском Савезу од 1. октобра 1941. до 31. маја 1945. следеће: 427.284 камиона, 13.303 борбена возила, 35.170 мотоцикала , 2.328 возила за убојна средства, 2.670.370 нафтних деривата или 571 нафтних деривата. проценат високооктанског авио горива, 4.478.116 тона намирница (конзерве са месним нарезком, шећер, брашно, со и друго), 1.911 парних локомотива, 66 дизел локомотива, 9.920 вагона, 2 вагона цистерне, 00 и 35 аутомобила тешке механизације. Испоручена убојна средства (муниција, артиљеријске гранате, мине, разни експлозиви) чинили су 53 одсто укупне домаће производње. Један предмет типичан за многе била је фабрика гума која је физички подигнута из Фордове фабрике Ривер Руж и пребачена у СССР. Новчана вредност залиха и услуга из 1947. износила је око једанаест милијарди долара.

### Хладни рат (1947–1991)
Крај Другог светског рата довео је до поновног оживљавања претходних подела између две државе. Експанзија комунистичког тоталитаризма у источну Европу након пораза Немачке довела је до тога да је Совјетски Савез преузео источноевропске земље, очистио њихово руководство и интелигенцију и инсталирао марионетски комунистички режим, у ствари претварајући земље у клијентске или сателитске државе. Ово је забринуло либералне слободно тржишне економије Запада, посебно САД, које су успоставиле виртуелно економско и политичко вођство у Западној Европи, помажући обнову разореног континента и оживљавање и модернизацију његове економије Маршаловим планом. Совјетски Савез је, с друге стране, црпио ресурсе својих сателита тако што им је налагао да плаћају репарације СССР-у или једноставно пљачкају. Запленио је и пренео већину немачких индустријских погона и тражила ратну одштету од Источне Немачке, Мађарске, Румуније и Бугарске, користећи заједничка предузећа у којима је доминирао Совјетски Савез. Користила је трговинске аранжмане намерно осмишљене да фаворизује Совјетски Савез. Москва је контролисала комунистичке партије које су владале сателитским државама и оне су следиле наређења Кремља. Историчар Марк Крамер закључује:
Нето одлив ресурса из источне Европе у Совјетски Савез износио је приближно 15 до 20 милијарди долара у првој деценији након Другог светског рата, што је износ отприлике једнак укупној помоћи коју су САД пружиле западној Европи у складу са Маршаловим планом.
Москва је сматрала да је источну Европу тампон зоном за напредну одбрану својих западних граница и осигурала је своју контролу над регионом трансформацијом источноевропских земаља у подређене сателите. Совјетске трупе су 1956. угушиле народни устанак у Мађарској и учиниле исто 1968. како би окончале покушаје реформи чехословачке владе у Прашком пролећу. Обе земље су биле чланице Варшавског пакта: поред војне окупације и интервенције, Совјетски Савез је контролисао источноевропске државе кроз своју способност снабдевања или задржавања виталних природних ресурса.
САД и СССР промовисале су две супротстављене економске и политичке идеологије, а две нације су се такмичиле за међународни утицај на овим линијама. Ово је продужило геополитичку, идеолошку и економску борбу – која је трајала од објаве Труманове доктрине 12. марта 1947. као одговора на совјетско преузимање источне Европе, до распада Совјетског Савеза 26. децембра 1991. – позната је као Хладни рат, период од скоро 45 година.
Совјетски Савез је детонирао своје прво нуклеарно оружје 1949. године, окончавши монопол САД на употребну нуклеарног оружја. САД и Совјетски Савез су се укључили у трку конвенционалног и нуклеарног наоружања која је трајала све до распада Совјетског Савеза. Андреј Громико је био министар спољних послова СССР-а и министар спољних послова са најдужим стажом на свету.
Након пораза Немачке, САД су настојале да економски помогну својим западноевропским савезницима Маршаловим планом. САД су прошириле Маршалов план на Совјетски Савез, али под таквим условима, Американци су знали да Совјети никада неће прихватити, односно прихватање демократије и слободних избора у совјетским сателитским државама, што је дијаметрално супротно стаљинистичком комунизму. Са својом растућом хегемонијом над источном Европом, Совјетски Савез је покушао да се супротстави Маршаловом плану кроз Савет за узајамну економску помоћ 1949. године, који је у суштини урадио исту ствар, иако је више био споразум о економској сарадњи уместо јасног плана за обнову. САД и њихови западноевропски савезници настојали су да ојачају своје везе; они су то највише постигли кроз формирање НАТО- а који је у суштини био одбрамбени споразум 1949. Совјетски Савез је одговорио стварањем Варшавског пакта 1955. године, који је имао сличне резултате са Источним блоком. Како је до 1955. Совјетски Савез већ имао оружано присуство и политичку доминацију у свим својим источним сателитским државама, пакт се дуго сматрао „сувишним“. Иако је номинално био „одбрамбени” савез, примарна функција Пакта је била да заштити хегемонију Совјетског Савеза над својим источноевропским сателитима, при чему су једине директне војне акције Пакта биле инвазије на сопствене државе чланице како би се оне спречиле да се отцепе. Године 1961. Источна Немачка под совјетском доминацијом изградила је Берлински зид како би спречила грађане Источног Берлина да побегну у слободни и просперитетнији Западни Берлин. Ово је подстакло председника Кенедија да одржи један од најпознатијих антисовјетских говора под називом „Ich bin ein Berliner“.
Западне владе су 1949. године основале Координациони комитет за мултилатералну контролу извоза (CoCom) за праћење извоза осетљиве високе технологије која би побољшала војну ефикасност чланица Варшавског пакта и неких других земаља.
Све стране у Хладном рату су се бавиле шпијунажом. Совјетски КГБ („Комитет за државну безбедност“), биро одговоран за спољну шпијунажу и унутрашњи надзор, био је познат по својој ефикасности. Најпознатија совјетска операција укључивала је атомске шпијуне који су доставили кључне информације из пројекта Мeнхeтeн Сједињених Држава, што је довело до тога да СССР детонира своје прво нуклеарно оружје 1949. године, четири године након америчке детонације и много раније него што се очекивало. Огромна мрежа доушника широм Совјетског Савеза коришћена је за праћење неслагања са званичном совјетском политиком и моралом.

#### Детант
Детант је почео 1969. године, као кључни елемент спољне политике председника Ричарда Никсона и његовог главног саветника Хенрија Кисинџера. Желели су да прекину политику обуздавања и стекну пријатељске односе са СССР-ом и Кином. Кинези и Совјети су били огорчени ривали и Никсон је очекивао да ће се сложити са Вашингтоном како не би дали предност другом ривалу. Један од Никсонових услова је да су обе нације морале да престану да помажу Северном Вијетнаму у Вијетнамском рату, што су и учиниле. Никсон и Кисинџер су промовисали већи дијалог са совјетском владом, укључујући редовне састанке на врху и преговоре о контроли наоружања и другим билатералним споразумима. Брежњев се састао са Никсоном на самитима у Москви 1972, у Вашингтону 1973, и поново у Москви и Кијеву 1974. Постали су лични пријатељи. Детант је био познат на руском као разрадка (разрјадка, што слободно значи „опуштање напетости“) 
Период је карактерисао потписивање уговора као што су САЛТ I и Хелсиншки договор. Други уговор, СТАРТ II, разматран је, али га САД никада нису ратификовале због совјетске инвазије на Авганистан 1979. године. Још увек траје дебата међу историчарима о томе колико је период детант био успешан у постизању мира.
Након Кубанске ракетне кризе 1962. године, две суперсиле су се договориле да успоставе директну врућу линију између Вашингтона и Москве (такозвани црвени телефон), омогућавајући лидерима обе земље да брзо комуницирају једни са другима у хитним временима и смање шансе да би будуће кризе могле ескалирати у свеопшти рат. Детант САД/СССР представљен је као примењено проширење тог размишљања. Пакт САЛТ II из касних 1970-их наставио је рад преговора о САЛТ I, осигуравајући даље смањење наоружања од стране СССР-а и САД Хелсиншки споразум, у којем су Совјети обећали да ће омогућити слободне изборе у Европи, назван је главним уступак за обезбеђивање мира од стране Совјета.
У пракси, совјетска власт је значајно обуздала владавину права, грађанске слободе, заштиту закона и права на имовину, које су совјетски правни теоретичари попут Андреја Вишинског сматрали примерима „буржоаског морала“. Совјетски Савез је потписао правно обавезујуће документе о људским правима, као што су Међународни пакт о грађанским и политичким правима 1973. и Хелсиншки споразум 1975. године, али они нити су били широко познати нити доступни људима који живе под комунистичком влашћу, нити су их схватали озбиљно од стране комунистичких власти. Активисти за људска права у Совјетском Савезу су редовно били изложени малтретирању, репресијама и хапшењима.
Просовјетски амерички пословни магнат Арманд Хамер из компаније Occidental Petroleum често је посредовао у трговинским односима. Аутор Данијел Јергин, у својој књизи Награда, пише да је Хамер „завршио као посредник за пет совјетских генералних секретара и седам америчких председника“. Хамер је имао широке пословне односе у Совјетском Савезу који се протежу до 1920-их уз Лењиново одобрење. Према Christian Science Monitor из 1980. године, „иако су његови пословни односи са Совјетским Савезом прекинути када је Стаљин дошао на власт, он је мање-више сам поставио темеље за стање трговине Запада са Совјетским Савезом." Брежњев је 1974. „јавно признао Хамерову улогу у олакшавању трговине на релацији Исток-Запад“. До 1981. године, према Њујорк тајмсу те године, Хамер је био „на ти са Леонидом Брежњевом“.

#### Наставак и одмрзавање Хладног рата
И поред иначе побољшања односа, током детанта појавиле су се разне тензије. То укључује доктрину Брежњева, која је омогућила совјетсе инвазије на државе Варшавског пакта да их задрже под тоталитарном комунистичком влашћу, кинеско-совјетски раскол, очигледно приближавање Сједињених Држава и Кине са посетом Ричарда Никсона Кини 1972. године. Међутим, Никсонов приоритет међународних односа био је совјетски детант чак и након посете Кини. Године 1973. Никсон је објавио да је његова администрација посвећена тражењу статуса најповлашћеније нације у трговини са СССР-ом, што је Конгрес оспорио Џексон-Вениковим амандманом. САД су дуго повезивале питање трговине са Совјетским Савезом са својом спољном политиком према Совјетском Савезу и, посебно од раних 1980-их, са совјетском политиком људских права. Амандман Џексона-Веника, који је приложен Закону о трговини из 1974. године, повезао је давање најповлашћеније нације СССР-у са правом прогоњених совјетских Јевреја да емигрирају. Пошто је Совјетски Савез одбио право на емиграцију Јеврејима, могућност председника да примени статус најповлашћеније нације за трговину на Совјетски Савез је била ограничена.

##### Совјетска инвазија на Авганистан и крај детанта
Детант, који се на Западу такође описује као политика повезивања, био је изазван сукобима у заступницима и све већим совјетским интервенцијама, што је укључивало Други јеменски рат 1979. године. Период детанта окончан је након совјетске инвазије на Авганистан, што је довело до бојкота Олимпијских игара у Москви 1980. од стране Сједињених Држава 66 земаља. САД, Пакистан и њихови савезници подржали су побуњенике. Да би казнио Москву, председник Џими Картер увео је ембарго на жито. Картер је такође опозвао америчког амбасадора Томаса Џеј Вотсона из Москве, суспендовао је извоз високе технологије у Совјетски Савез и ограничио увоз амонијака из Совјетског Савеза. Према једном документу из 1980. године, ембарго на жито је више наштетио америчким пољопривредницима него совјетској економији. Друге нације су продавале своје жито СССР-у, а Совјети су имали довољно резервних залиха. Председник Роналд Реган наставио је продају 1981. Реганов избор за председника 1980. био је даље заснован великим делом на кампањи против детанта. На својој првој конференцији за штампу, председник Реган је рекао да је „Детант је био једносмерна улица коју је Совјетски Савез користио да оствари своје циљеве“. Након тога, односи су постали све лошији са совјетском репресијом против отпора у Пољској завршетком преговора о ограничењу стратешког наоружања и каснијом вежбом НАТО-а 1983. године.

##### Реган напада Совјетски Савез у говору Зла империја
Реган је ескалирао Хладни рат, убрзавајући преокрет од политике детанта која је почела 1979. након совјетске инвазије на Авганистан. Реган се плашио да је Совјетски Савез стекао војну предност над Сједињеним Државама, а Реганова администрација се надала да ће повећана војна потрошња обезбедити војну супериорност САД и ослабити совјетску економију. Реган је наредио масовно повећање Оружаних снага Сједињених Држава, усмеравајући финансијска средства на бомбардере Б-1 Ланцер, Б-2 Спирит, крстареће ракете, ракете МКС и морнарицу са 600 бродова. Као одговор на совјетско распоређивање СС-20, Реган је надгледао НАТО распоређивање ракете Першинг у Западној Немачкој. Председник је такође оштро осудио Совјетски Савез и комунистички тоталитаризам у моралном смислу, осудивши Совјетски Савез као „империју зла“.

### Крај хладног рата
Пропала совјетска економија и катастрофалан рат у Авганистану допринели су доласку на власт Михаила Горбачова, који је увео политичке реформе зване гласност и перестројка са циљем либерализације совјетске привреде и друштва. На самиту на Малти у децембру 1989. и лидери САД и Совјетског Савеза прогласили су Хладни рат завршеним, а совјетске снаге су се повукле из Авганистана. Године 1991. две земље су биле партнери у Заливском рату против Ирака, дугогодишњег совјетског савезника. Горбачов и Буш су 31. јула 1991. потписали споразум СТАРТ И о смањењу броја распоређених нуклеарних бојевих глава обе земље. СТАРТ је преговарао о највећем и најкомплекснијем споразуму о контроли наоружања у историји, а његова коначна примена крајем 2001. резултирала је уклањањем око 80% укупног стратешког нуклеарног наоружања које је тада постојало.
Реган и Горбачов су ублажили хладноратовске тензије током Регановог другог мандата, али је Буш у почетку био скептичан према совјетским намерама. Током прве године свог мандата, Буш је следио оно што су Совјети називали паузом, што је прекид у Регановој политици детанта. Док је Буш спроводио своју политику паузе 1989. године, совјетски сателити у источној Европи оспорили су совјетску доминацију. Буш је помогао да се пољски комунистички лидери убеде да дозволе демократске изборе у јуну, на којима су победили антикомунисти. 1989. године комунистичке владе су пале у свим државама-сателитима, уз значајно насиље само у Румунији. У новембру 1989, масовна потражња народа приморала је владу Источне Немачке да отвори Берлински зид, и убрзо су га срушили раздрагани грађани Берлина. Горбачов је одбио да пошаље совјетску војску, практично напустивши доктрину Брежњева. У року од неколико недеља комунистички режими широм источне Европе су се срушили, а стране које је подржавао Совјетски Савез широм света постале су деморалисане. САД нису биле директно умешане у ове преокрете, али је Бушова администрација избегла да изгледа да ликује над победом НАТО-а како би избегла подривање даљих демократских реформи, посебно у СССР-у.
Буш и Горбачов су се срели у децембру 1989. на самиту на острву Малта. Буш је тежио кооперативним односима са Горбачовим током остатка свог мандата, полажући поверење Горбачову да би потиснуо преостале совјетске тврдолинијаше. Кључно питање на самиту на Малти било је потенцијално поновно уједињење Немачке. Док су Британија и Француска биле опрезне у погледу поновног уједињења Немачке, Буш се залагао за поновно уједињење Немачке заједно са западнонемачким канцеларом Хелмутом Колом. Горбачов се опирао идеји поновног уједињења Немачке, посебно ако би постала део НАТО-а, али су преврати из претходне године ослабили његову моћ у земљи и иностранству. Горбачов је пристао да одржи разговоре „два плус четири“ између Сједињених Држава, Совјетског Савеза, Француске, Британије, Западне Немачке и Источне Немачке, који су почели 1990. Након опсежних преговора, Горбачов је на крају пристао да поново уједињеној Немачкој дозволи да буде део НАТО-а. Потписивањем Уговора о коначном решењу у односу на Немачку, Немачка се званично поново ујединила у октобру 1990.

#### Распад Совјетског Савеза
Док је Горбачов пристао на демократизацију совјетских сателитских држава, он је потиснуо сепаратистичке покрете унутар самог Совјетског Савеза. Стаљин је окупирао и анектирао балтичке државе Литваније, Летонију и Естонију 1940-их. Старо руководство је погубљено или депортовано или побегло; доселиле су се стотине хиљада Руса, али нигде нису били већина. У балтичим земљама су били присутни сентименти нетрпељивости и мржње. Проглашењу независности Литваније у марту 1990. оштро се противио Горбачов, који се плашио да би се Совјетски Савез могао распасти ако дозволи независност Литваније. САД никада нису признале совјетску илегалну инкорпорацију балтичких држава, а криза у Литванији довела је Буша у тежак положај. Бушу је била потребна сарадња Горбачова при поновном уједињењу Немачке, и он се плашио да би распад Совјетског Савеза могао оставити нуклеарно оружје у опасним рукама. Бушова администрација је благо протестовала због Горбачовљевог гушења покрета за независност Литваније, али није предузела ништа да директно интервенише. Буш је упозорио покрете за независност на проблеме који би могли доћи са отцепљењем од Совјетског Савеза; у обраћању из 1991. године које су критичари означили као Кукаквички кијевски говор он је упозоравао на самоубилачки национализам.
У јулу 1991. Буш и Горбачов потписали су Уговор о смањењу стратешког наоружања (СТАРТ И), први велики споразум о наоружању од Споразума о нуклеарним снагама средњег домета из 1987. године. Обе земље су пристале да смање своје стратешко нуклеарно оружје за 30 одсто, а Совјетски Савез је обећао да ће смањити своје интерконтиненталне балистичке ракетне снаге за 50 одсто. Упоредо са тим, амерички бизниси су почели да улазе у либерализовано совјетско тржиште, што је довело до тога да познате америчке компаније отварају своје продавнице у Русији. Можда је најпознатији пример McDonald's, који је први ресторан у Москви довео до културног шока у име збуњених совјетских грађана, који су стајали у огромним редовима да купе америчку брзу храну. Први McDonald's у земљи свечано је отворен на московском Пушкиновом тргу 31. јануара 1990. године са око 38.000 купаца који су чекали  сатима у дугим редовима, што је оборило рекорде компаније у то време. У августу 1991. тврдокорни конзервативни комунисти су покренули покушај државног удара против Горбачова; док се пуч брзо распао, сломио је преосталу моћ Горбачова и централне совјетске владе. Касније тог месеца, Горбачов је поднео оставку на место генералног секретара Комунистичке партије, а руски председник Борис Јељцин наредио је заплену совјетске имовине. Горбачов се држао власти као председник Совјетског Савеза до 25. децембра 1991, када се СССР распао.
Из Совјетског Савеза настало је петнаест држава, од којих је убедљиво највећа и најмногољуднија (која је била и оснивач совјетске државе кроз Октобарску револуцију у Петрограду), Руска Федерација, која је преузела пуну одговорност за сва права и обавезе СССР према Повељи Уједињених нација, укључујући финансијске обавезе. Као таква, Русија је преузела чланство Совјетског Савеза у УН и стално чланство у Савету безбедности, нуклеарне залихе и контролу над оружаним снагама; Совјетске амбасаде у иностранству постале су руске амбасаде. Буш и Јељцин су се састали у фебруару 1992. године, прогласивши нову еру „пријатељства и партнерства”. У јануару 1993, Буш и Јељцин су се сложили oкo СТАРТ II, који је предвиђао даље смањење нуклеарног наоружања, као наставак првобитног СТАРТ споразума.